# Jiménez, Chihuahua
Jiménez là một đô thị thuộc bang Chihuahua, México. Năm 2005, dân số của đô thị này là 40467 người.